# دیتر آدرهلد
دیتر آدرهلد (انگلیسی: Dieter Aderhold؛ ۲۷ نوامبر ۱۹۳۹ – ۱۹ ژوئن ۱۹۸۹) یک سیاست‌مدار اهل آلمان بود.